# Isaac Oliver

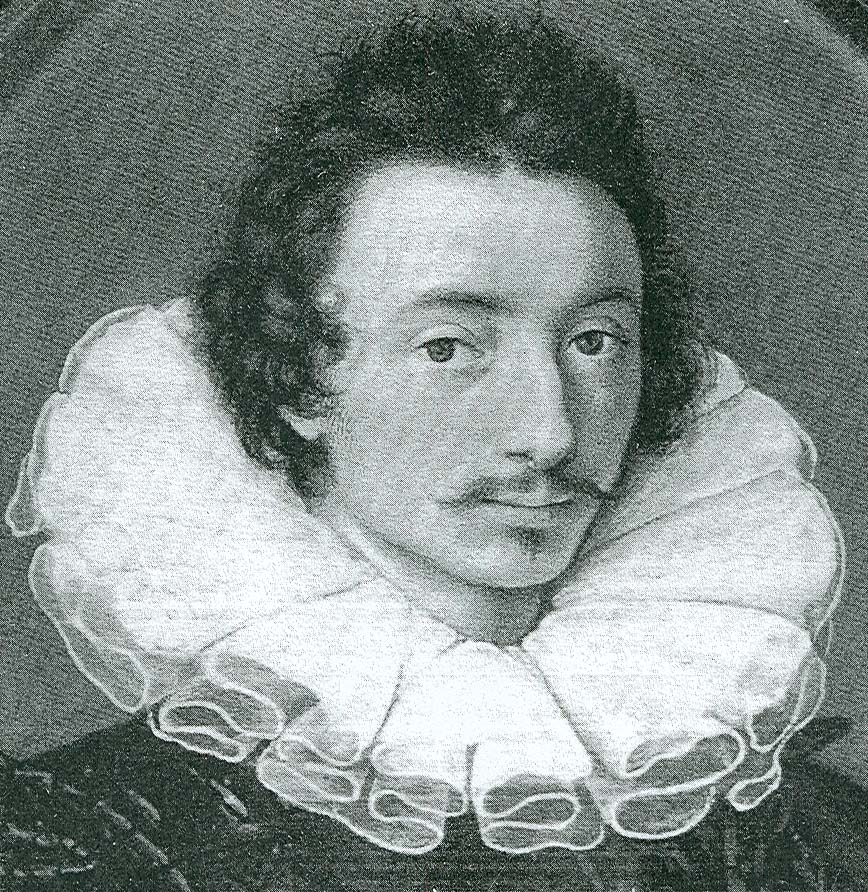
Autoritratto (1595 circa)

Isaac o Isaack Oliver, o Olivier o Olliver o Olyver (Rouen, 1565  circa – Londra, 2 ottobre 1617), è stato un pittore, disegnatore, miniaturista e acquerellista inglese di origine francese.

## Biografia

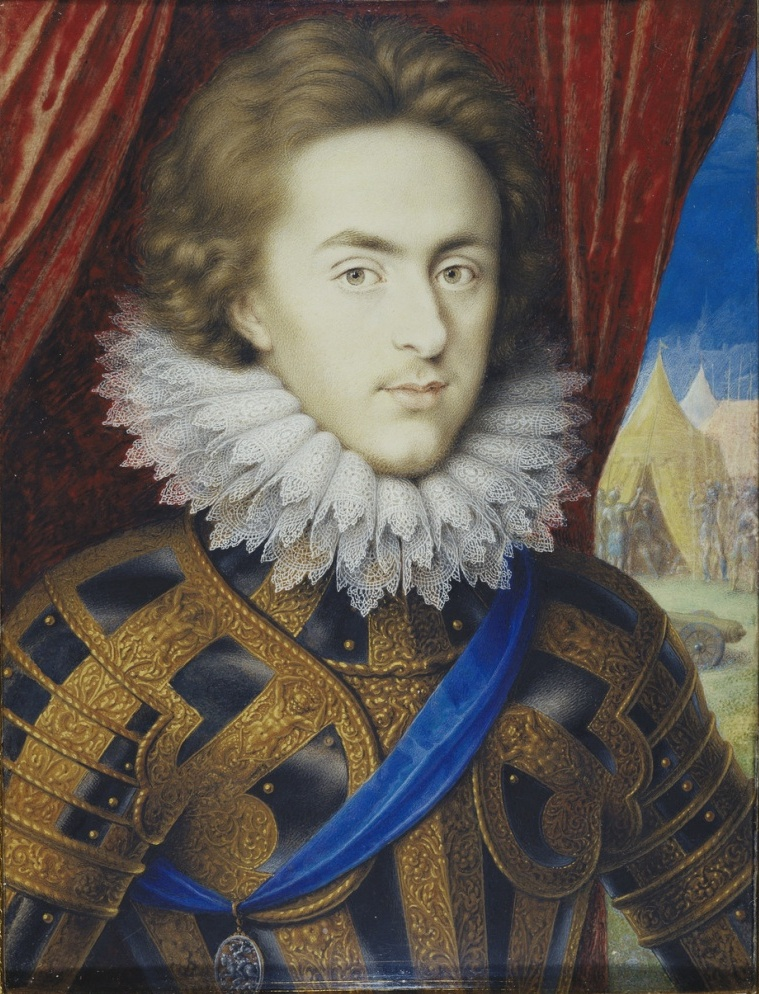
Ritratto di Henry, Principe del Galles

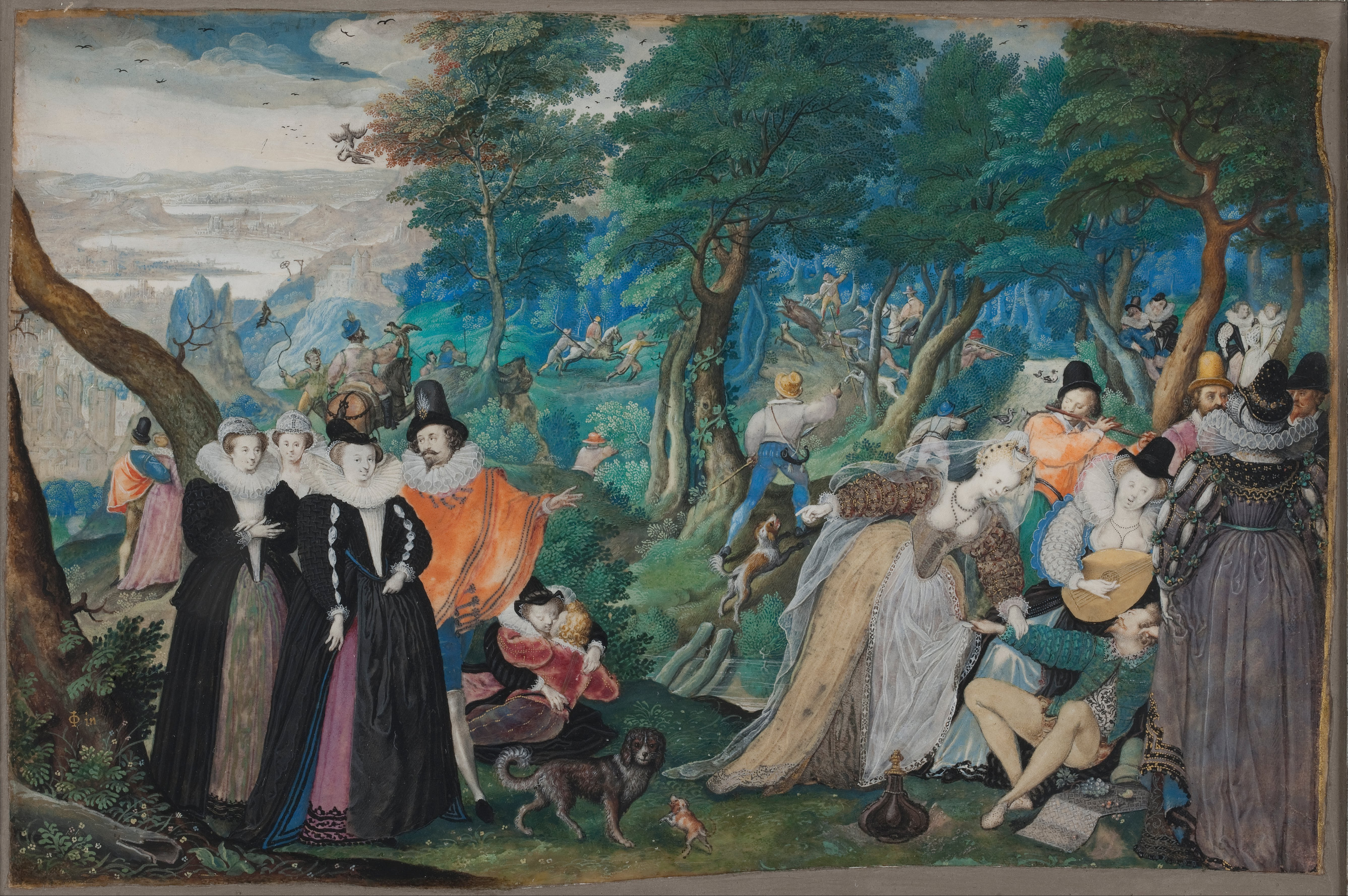
Party all'aria aperta

Figlio dell'orafo ugonotto Pierre Ollivier, nel 1568 giunse in Inghilterra con la famiglia. Allievo di Nicholas Hilliard, di cui in seguito divenne rivale, e di Federico Zuccari, fu attivo tra il 1583 e il 1616, anni rispettivamente della prima e dell'ultima opera datate. Viaggiò all'estero, probabilmente nei Paesi Bassi e sicuramente in Italia. Il 13 maggio 1596, infatti, fu segnalato a Venezia, dove firmò il ritratto di Sir Arundel Talbot. Sempre nel 1596 firmò un ritratto come Isacq oliuiero, Francese: infatti si considerò sempre francese, attendendo a lungo prima di prendere la cittadinanza inglese. Il 9 febbraio 1602 sposò Sara Gheeraerts nella chiesa olandese di Austin Friars. In questa occasione fu citato come proveniente da Rouen. Nel 1604 circa, divenne il miniaturista più famoso ed alla moda, soppiantando così il suo maestro nei favori del pubblico e divenendo il miniaturista della regina Anna di Danimarca. Il 6 dicembre 1606 assunse la cittadinanza inglese.
Realizzò principalmente ritratti, studi di figure e rappresentò soggetti storici. Le sue opere giovanili risentono dell'influenza di Hilliard, ma in seguito la sua maniera divenne ben distinta da quella del maestro. Il suo stile, più naturalistico di quello di Hilliard, si rifà alla maniera dei ritrattisti di Anversa, come il Pourbus, attraverso le opere del cognato Marcus Gheeraerts, o Antonio Moro. Questi ritrattisti utilizzavano colori scuri e spenti per realizzare le ombre e dare tridimensionalità ai soggetti realizzati. Altra caratteristica delle opere di Oliver è l'utilizzo di decorazioni simboliche e il gusto per i dettagli e gli effetti luministici. È molto probabile che quest'artista dipingesse anche quadri di grandi dimensioni, anche se non ne è stato ancora identificato nessuno, ma alcune opere attribuite a William Larkin sembrerebbero suoi possibili lavori. Oliver, inoltre, eseguì disegni che presentano reminiscenze del manierismo italiano, in particolare del Parmigianino.
Fu suo allievo il figlio Peter, che si specializzò anche nella realizzazione di copie da grandi maestri. Le sue opere influenzarono James Palmer. Collaborarono con lui i figli Peter e Isaac.

## Opere
- Party all'aria aperta. Allegoria dell'amore coniugale, acquerello e tempera su pergamena, 11,3 × 17,4 cm, 1590-1595, Statens Museum for Kunst, Copenaghen[6]
- I tre fratelli Browne con un quarto uomo sconosciuto, tempera e oro su vellum montato su cartone, con le iscrizioni Figurae Conformis Affectus. Ano Dom 1598

Aetatis 21 / Aetatis 24 /Aetatis 28 /Aetatis 21, firmato con monogramma IO, 24 × 26 cm, 1598, Burghley House, Stamford
- Il ritratto arcobaleno di Elisabetta I d'Inghilterra, in collaborazione con Marcus Gheeraerts, olio su tela, 127 × 99,1 cm, 1600-1602, Hatfield House, Hatfield[8]
- Ritratto di Frances Howard, contessa di Somerset ed Essex, acquerello su pergamena, diametro 13 cm, 1595 circa, Victoria and Albert Museum, Londra[9]
- Ritratto di Henry, Principe del Galles, acquerello su vellum, 13,2 × 10 cm, 1610, Royal Collection
- Signora in costume per ballo in maschera, acquerello su vellum, 5,9 x 4,8 cm, 1610 circa, Art Museum, Cincinnati[10]
- Autoritratto, dettaglio, 1595 circa, National Portrait Gallery, Londra